# 浜村弘一
浜村 弘一（はまむら ひろかず、1961年2月8日 - ）は、日本の実業家、編集者。一般社団法人日本eスポーツ連合副会長、N高等学校評議員、GameWith社外取締役。ペンネームは浜村通信（はまむらつうしん）。
コンピュータゲーム雑誌『週刊ファミ通』編集長、株式会社エンターブレイン代表取締役社長、株式会社メディアリーヴス代表取締役社長、株式会社角川コンテンツゲート（現・株式会社ブックウォーカー）代表取締役社長、株式会社KADOKAWA（現・株式会社KADOKAWA KEY-PROCESS）常務取締役、カドカワ株式会社（現・株式会社KADOKAWA）取締役、株式会社Gzブレイン（現・株式会社KADOKAWA Game Linkage）代表取締役社長を歴任した。

## 来歴

### 生い立ち
大阪府出身。大阪府立富田林高等学校から早稲田大学第一文学部に進学。早大在学中にソフマップと角川メディアオフィスコンプティークでアルバイトを経験。

### 編集者として
1985年に早稲田大学を卒業後、アスキーに入社し、『LOGiN』の編集を兼ねながら、『ファミコン通信』（のちの『週刊ファミ通』）に創刊から携わる。1990年に副編集長、1992年に編集長へ就任。1996年にアスキー経営陣の内紛で、初代編集長の小島文隆らが辞任しアクセラを設立した際には、浜村はアスキー残留を選択。2000年に『ファミ通』関連部署その他が分社化したエンターブレインの代表取締役社長に就任。2002年、『ファミ通』編集長を加藤克明（バカタール加藤）に禅譲するも、巻末にコラム『浜村通信』を連載する（2009年2月に終了）など、現在も同誌に強い影響力を持っている。また、一般のマスコミが経済記事等でゲーム業界を取り上げる際に、コメンテーターとして登場することも多い。そのほか、2025年に開学したZEN大学においては知能情報社会学部の客員教授を兼任していた。

## 人物
浜村の業界予測は希望的観測が多く、外れることも多いが、『電撃PlayStation』の元編集長である倉西誠一によれば、Xboxが日本市場で大ヒットするとの予測を外したことについて尋ねた際に「僕はね、ゲーム業界にとって最高のシナリオしか書かないんだ」と答えたという。
阪神タイガースとプロレスの大ファンである。そのため2000年に阪神が巨人相手に3連勝したのを見て「阪神が優勝する」と『ファミ通』内で発言。それに対し編集部員から「それはあり得ない」と言われたことで「優勝出来なかったらヒゲを剃る」とまで宣言するも、阪神は優勝出来なかったため、宣言通りヒゲを完全に剃った事もある。
また、鈴木みそ「あんたっちゃぶる」「おとなのしくみ」、柴田亜美「ドッキンばぐばぐアニマル（ドキばぐ）」、近藤るるる「天からトルテ!」、みずしな孝之「いい電子』など」、『週刊ファミ通』連載の漫画の多くに本人として登場している。
各社とのコラボ企画によりジャンルを問わず様々なゲームでゲストキャラとして登場することも多い。『モンスターハンター フロンティア オンライン』（カプコン）では2008年に浜村の息子（当時中学生で絵は素人）がメモ用紙に鉛筆で描いたデザインを元に作成した武器をゲーム内で使用できるイベント「浜村双剣物語」が行われた。

## 講演
- アジアオンラインゲームカンファレンス2005

2005年3月1日、工学院大学にて、「オンラインゲーム産業の現状と展望」について基調講演した。
- CEDEC2005

2005年8月29日、明治学院大学白金キャンパスにてゲーム開発者カンファレンスが開幕。セッション「2007年に最大化するゲーム市場 ～次世代ゲーム機の登場と今後のトレンドについて～」に登壇した。
- Digital Interactive Entertainment Conference 2005「インタラクティブ・エンタテインメントにおける歴史と展望」

2005年12月2日、立命館大学にてテレビゲームに関する国際シンポジウムが開催される。「ゲームデザイン・テクノロジーの今と未来」について登壇する。

## 出演
- GameWave（テレビ東京 1998年-2002年） - コーナーで「浜さん・光のすっげーいい話」伊集院光とトーク。

## 著書
- 『ロールプレイングゲーム必勝本』（JICC出版局、1986年） ISBN 978-4880631394
浜村コウイチ名義。『ウルティマII』や『ウィザードリィ』など11タイトルの情報を掲載。
- 『浜村通信 ゲーム業界を読み解く』（エンターブレイン、2005年） ISBN 4-7577-2466-7
『週刊ファミ通』に連載しているコラムをまとめた単行本。
- 『ゲーム産業で何が起こったか? 巨大エンターテインメントの今』（アスキー、2007年） ISBN 978-4-7561-5021-9
豊富なデータ資料とともに読み解くゲーム業界の現在と未来の展望をまとめた単行本。
- 『ゲームばっかりしてなさい。-12歳の息子を育ててくれたゲームたち-』（エンターブレイン、2007年） ISBN 978-4-7577-3804-1
父としての浜村自身と息子とのゲームの会話をメインとして、その時々のゲーム周辺シーンも書かれている単行本。